# If You Heard My Song
Albums de Wang Lee-hom
Love Rival Beethoven
(1995) Missing You
(1996)
If You Heard My Song (chinois: 如果你聽見我的歌) est le deuxième album studio du chanteur taïwano-américain Wang Lee-hom publié par Decca Records, paru en 1996. Il est sorti le 7 août 1996. Il comporte dix chansons.

## Liste des chansons
1. 如果你聽見我的歌
2. 喊我一千遍
3. - 去愛
4. 頭版搖滾
5. Stand By Me
6. 是你
7. 有了你就足夠
8. As Long As I Have You
9. 情難牽
10. Better Off Alone